# Kai Zen (attrice)
Kai Zen (Los Angeles, 6 febbraio 2012) è un'attrice e doppiatrice statunitense.

## Biografia
Nel 2017 presta il volto per delle pubblicità di abbigliamento per bambini per vari brand. Nel 2018 compare in uno spot per Xfinity. Esordisce nel mondo della recitazione nel 2020, partecipando ad un episodio di American Housewife. Lo stesso anno avviene anche il suo esordio cinematografico, entra infatti a far parte del cast di Feel the Beat, dove recita al fianco di Sofia Carson. Nonostante la giovane età ha già all'attivo numerosi ruoli nel campo del doppiaggio. Nel 2022 entra a far parte del cast vocale principale di Eureka!. Nel 2023 torna al cinema con Guardiani della Galassia Vol. 3, un film del Marvel Cinematic Universe con la regia di James Gunn, dove interpreta Phyla-Vell. Nello stesso periodo gira Reminisce, film diretto da Mädchen Amick, dove recita al fianco di Bruce Dern. Nel 2024 doppia una delle bambine che gioca con Weasel nella prima stagione di Creature Commandos, sere televisiva facente parte del DC Universe scritta da James Gunn.

## Vita privata
Pratica yoga, arti marziali, ventriloquia e suona il piano.

## Filmografia

### Attrice
- Feel the Beat, regia di Elissa Down (2020)
- American Housewife – serie TV, episodio 4x13 (2020)
- Guardiani della Galassia Vol. 3, regia di James Gunn (2023)

### Doppiatrice
- The LEGO Movie 2 - Una nuova avventura (The Lego Movie 2: The Second Part), regia di Mike Mitchell (2019)
- The Rocketeer – serie tv, 4 episodi (2020) - River
- Anfibia – serie tv, episodio 2x08 (2020) - Giovane Anne
- South Park – serie tv, episodio 24x03 (2021) - Looper
- Cip & Ciop agenti speciali (Chip 'n Dale: Rescue Rangers), regia di Akiva Schaffer (2022)
- Marvel Spidey e i suoi fantastici amici- i corti – serie tv, 4 episodi (2022-2024)
- Kung Fu Panda: Il cavaliere dragone – serie tv, 4 episodi (2022-2023)
- Eureka! – serie tv, 30 episodi (2022-2023) - Pepper
- Creature Commandos – serie tv, episodio 1x04 (2024)
- In Your Dreams: Continua a sognare (In Your Dreams), regia di Alexander Woo ed Erik Benson (2025)

## Doppiatrici italiane
Nelle versioni in italiano dei suoi film, Kai Zen è stata doppiata da:
- Sofia Fronzi in Feel the Beat